# Mason City (Illinois)
Mason City és una població dels Estats Units a l'estat d'Illinois. Segons el cens del 2000 tenia 2.558 habitants.

## Demografia
Segons el cens del 2000, Mason City tenia 2.558 habitants, 1.041 habitatges, i 681 famílies. La densitat de població era de 1.007,8 habitants/km².
Dels 1.041 habitatges en un 30,4% hi vivien nens de menys de 18 anys, en un 51,3% hi vivien parelles casades, en un 11,2% dones solteres, i en un 34,5% no eren unitats familiars. En el 31,5% dels habitatges hi vivien persones soles el 18,3% de les quals corresponia a persones de 65 anys o més que vivien soles. El nombre mitjà de persones vivint en cada habitatge era de 2,38 i el nombre mitjà de persones que vivien en cada família era de 2,95.
Per edats la població es repartia de la següent manera: un 25,2% tenia menys de 18 anys, un 7% entre 18 i 24, un 25,3% entre 25 i 44, un 20,7% de 45 a 60 i un 21,9% 65 anys o més.
L'edat mediana era de 40 anys. Per cada 100 dones de 18 o més anys hi havia 81,7 homes.
La renda mediana per habitatge era de 35.615 $ i la renda mediana per família de 47.991 $. Els homes tenien una renda mediana de 35.058 $ mentre que les dones 21.875 $. La renda per capita de la població era de 18.411 $. Aproximadament el 6,8% de les famílies i el 9,3% de la població estaven per davall del llindar de pobresa.

## Poblacions més properes
El següent diagrama mostra les poblacions més properes.